# دهستان کدکن
کدکن، دهستانی است از توابع بخش کدکن شهرستان تربت حیدریه در استان خراسان رضوی ایران.

## جمعیت
براساس سرشماری سال ۱۳۸۵جمعیت آن  ۵۱۰۷نفر (۱۲۰۴خانوار) بوده است. 